# Eli Erlick
Eli Erlick (née le 10 juillet 1995) est une militante trans, écrivaine, conférencière et directrice de Trans Student Educational Resources,,.

## Vie personnelle
Eli Erlick est née le 10 juillet 1995. Elle a rapporté aux membres de la communauté qu'elle était une fille à l'âge de 8 ans, ce qui l'a conduit à être victime d'intimidation et de violence. Elle se décrit comme timide à cause de son traitement. À l'âge de 13 ans, elle effectue sa transition. Elle devient rapidement présente dans les médias et co-fonde l'association Trans Student Educational Resources. En 2013, elle a signalé qu'elle fréquentait le Pitzer College à Claremont, en Californie. Erlick est ouvertement queer.

## Politiques
Erlick a cité le féminisme intersectionnel comme ayant une influence sur son militantisme. Tout en plaidant pour l'admission de règles pour les étudiants trans aux collèges des femmes, elle a parlé de l'importance de rester critique sur tous les travaux politiques,. En 2015, Erlick a publié un article concernant les raisons de la position selon laquelle l'égalité ne doit pas être le but du mouvement transgenre.

## Trans Student Educational Resources
En 2011, Erlick a co-fondé Trans Student Educational Resources, une association « dédié à intersectionnalité transformant l'environnement éducatif pour les étudiants trans et de genre non conforme par la défense et l'empowerment ». Selon Erlick, TSER est plus connu pour son travail de formation des médias et son programme militant pour la jeunesse. Elle est actuellement la directrice de l'association,.